# فرایند هم‌آنتروپی
فرایند هم‌آنتروپی یا فرایند آیزنتروپیک (به انگلیسی: Isentropic process) فرایندی است که در طی آن میزان آنتروپی سیستم ثابت می‌ماند. می‌توان نشان داد که هر فرایند برگشت‌پذیر بی‌دررو، یک فرایند هم‌آنتروپی است.